# Bastubadarprincipen
Bastubadarprincipen är en svensk arbetsrättslig princip som reglerar arbetsgivarens rätt att omplacera anställda till nya tjänster. Enligt principen, som tillkommit genom rättspraxis i Arbetsdomstolen, får omplaceringar endast genomföras om "godtagbara skäl" kan visas. Detta gäller emellertid endast särskilt ingripande omplaceringar, som kan liknas vid uppsägning och nyanställning.
Namnet härrör från det fall som etablerade principen (AD 1978 nr 89), som rörde en processoperatör som omplacerades efter att han under arbetstid badat bastu. Processoperatören hette Mats Åberg, och blev så småningom advokat.